# Sinan Erdem Dome
Sinan Erdem Dome, turecky Sinan Erdem Olimpik Spor Salonu, dříve známý jako Ataköy Dome, je víceúčelová aréna v evropské části tureckého Istanbulu, otevřená 23. dubna 2010. Kapacita činí 22 500 míst pro koncerty a 16 000 míst pro basketbal. To z ní k roku 2010 činilo největší krytou arénu v Turecku a třetí největší v Evropě, nikoli však pro košíkovou. Název získala po Sinanu Erdemovi, který byl od roku 1989 až do své smrti předsedou tureckého Národního olympijského výboru.

## Události
V roce 2010 aréna hostila Mistrovství světa v basketbalu. Roku 2012 uspořádala Halové mistrovství světa v atletice a Mistrovství světa v plavání v krátkém bazénu.
V letech 2011, 2012 a 2013 dóm hostil jednu ze dvou závěrečných událostí profesionální tenisové sezóny žen – Turnaj mistryň, pro nejlepších osm hráček a čtyři páry světa.
V roce 2017 hostila jako jedna ze čtyř arén v Evropě Mistrovství Evropy v basketbalu mužů.

## Nájemný vztah
Basketbalové kluby Fenerbahçe Ülker a Efes Pilsen S.K. od sezóny 2010–2011 hrají v aréně domácí zápasy turecké basketbalové ligy a EuroLeague. Dříve nastupovaly v Abdi İpekçi Areně.